# Храм Шаньдао (станция метро)
«Храм Шаньдао» (англ. Shandao Temple; кит. 善導寺) — станция линии Баньнань Тайбэйского метрополитена, открытая 24 декабря 1999 года в составе участка Наньган. Расположена между станциями «Чжунсяо-Синьшэн» и «Тайбэйский вокзал». Находится на территории района Чжунчжэн в Тайбэе.

## Техническая характеристика
«Храм Шаньдао» — колонная двухпролётная. На станции есть шесть выходов, из них четыре оснащены эскалаторами. Один выход оборудован лифтом для пожилых людей и инвалидов.  11 ноября 2016 года на станции были установлены автоматические платформенные ворота.

## Ближайшие достопримечательности
Недалеко от станции находится храм Шаньдао и Центральный парк культуры и искусства.